# Tsuyoshi Ogata
Tsuyoshi Ogata (jap. 尾方 剛, Ogata Tsuyoshi; * 11. Mai 1973 in Kumano, Präfektur Hiroshima) ist ein japanischer Langstreckenläufer, der sich auf den Marathon spezialisiert hat.
1999 belegte er bei den Halbmarathon-Weltmeisterschaften in Palermo den 30. Platz. Sein erster großer Erfolg war 2001 der vierte Platz beim Berlin-Marathon in 2:10:06 h. 2002 wurde er Zweiter beim Fukuoka-Marathon in 2:09:15 h und erzielte mit 1:01:50 h seine beste Zeit über die Halbmarathon-Distanz.
Beim Marathon der Leichtathletik-Weltmeisterschaften 2003 in Paris/Saint-Denis belegte er den zwölften Platz in 2:10:39 h. Als Sechster des Fukuoka-Marathons stellte er im selben Jahr seine Bestzeit von 2:08:37 h auf, und ein Jahr später siegte er an gleicher Stelle in 2:09:10 h.
Bei den Weltmeisterschaften 2005 in Helsinki holte er Bronze in 2:11:16 h hinter Jaouad Gharib (MAR) und Christopher Isengwe (TAN). Auch beim Hitzemarathon den Weltmeisterschaften 2007 in Osaka sah es bis kurz vor Schluss so aus, als könnte er wiederum Bronze erlangen, jedoch musste er sich Viktor Röthlin geschlagen geben und wurde schließlich Fünfter. Seine Landsleute Satoshi Ōsaki und Toshinari Suwa belegten die beiden Folgeplätze, so dass das Teamgold nach Japan ging.
Ogata ist 1,65 m groß und wiegt 50 kg.